# Gagea gracillima
Gagea gracillima là một loài thực vật có hoa trong họ Liliaceae. Loài này được Pamp. miêu tả khoa học đầu tiên năm 1930.